# Mechtersheim
Mechtersheim (pfälzisch: Medersche) ist einer von drei Ortsteilen der Ortsgemeinde Römerberg im Rhein-Pfalz-Kreis in Rheinland-Pfalz.

## Lage
Mechtersheim liegt im südlichen Teil der Ortsgemeinde. Südöstlich des Siedlungsgebiets fließt der Rhein. In der Rheinaue liegen die Naturschutzgebiete Schwarzwald, Mechtersheimer Tongruben und Schafwiesen. Der Ostteil der Gemarkung umfasst die Rheininsel Flotzgrün mit dem Berghäuser Altrhein, die teilweise unter Naturschutz stehen. Ebenfalls in der Rheinaue liegt der Polder Mechtersheim.

## Geschichte
Mechtersheim wurde erstmals 1035 erwähnt, als der Erzbischof von Mainz dem Benediktinerkloster zu Eußertal ein Gut schenkte. 1148 wurde dieses von Zisterziensermönchen übernommen.
Bis zur Französischen Revolution gehörte Mechtersheim zur Kurpfalz. Von 1798 bis 1814, als die Pfalz Teil der Französischen Republik (bis 1804) und anschließend Teil des Napoleonischen Kaiserreichs war, war Mechtersheim in den Kanton Speyer eingegliedert. Anschließend wechselte der Ort in das Königreich Bayern. Von 1818 bis 1862 gehörte er dem Landkommissariat Speyer an; aus diesem ging das Bezirksamt Speyer hervor. 1928 hatte Mechtersheim 1326 Einwohner, die in 236 Wohngebäuden lebten. Die Protestanten besaßen seinerzeit eine Pfarrei vor Ort, während die Katholiken zu derjenigen von Heiligenstein gehörten. Ab 1938 war der Ort Bestandteil des Landkreises Speyer. Nach dem Zweiten Weltkrieg wurde Mechtersheim innerhalb der französischen Besatzungszone Teil des damals neu gebildeten Landes Rheinland-Pfalz. Im Zuge der ersten rheinland-pfälzischen Verwaltungsreform wurde Mechtersheim am 7. Juni 1969 mit den Nachbargemeinden Heiligenstein und Berghausen zur neuen Ortsgemeinde Römerberg (Pfalz) zusammengelegt. Gleichzeitig wechselte der Ort in den Landkreis Ludwigshafen, der seit 2004 Rhein-Pfalz-Kreis heißt.
Die evangelische Kirche in Mechtersheim entstand 1877/79 und wurde nach der Zerstörung im Zweiten Weltkrieg 1949/52 in ihrer heutigen Form wieder aufgebaut. Die katholische Kirche wurde 1892/93 errichtet. Auch im Altenhof in Mechtersheim ist eine alte Kapelle bezeugt. 

## Namensgebung
Wie bei vielen anderen Orten auch, variierte der Ortsname über die Jahrhunderte teils erheblich. In alten Karten findet man zunächst den Namen Klein Holland, der in französischen Karten z. B. von Cesar-Francois Cassini (1714–1784) mit petite holande angegeben war. Auf einer Karte von Matthäus Seutter (1678–1757) über die Belagerung Phillipsburgs im Jahr 1734, war Mechtersheim mit zwei Namen versehen: Meckerstein oder Neu Holland. In späteren Karten festigte sich dann der Name, den wir heute kennen: Mechtersheim.

## Verkehr und Infrastruktur
Vor Ort befindet sich die Protestantische Friedenskirche. Die Fußballabteilung des TuS Mechtersheim spielte von 2004 bis 2015 in der Oberliga und kehrte in der Saison darauf dahin zurück. Mechtersheim liegt im Verkehrsbund Rhein-Neckar (VRN) und wird von Bussen in die Nachbarorte Heiligenstein und Berghausen bis Speyer angefahren. Außerdem ist Mechtersheim über die Straßen K25 und K26 aus dem Umland erreichbar.

## Persönlichkeiten
- Jörg Heidelberger, hatte vor Ort zeitweise eine Pfarrstelle inne.